# Хризостом Муніз Фрейре
Хризостом Муніз Фрейре (порт. Arcebispo Chrisóstomo, в миру Луїс Феліпе Муніз Фрейре, порт. Luiz Felipe Muniz Freire) — єпископ Православної церкви Польщі, архієпископ Ріо-де-Жанейрський і Олінда-Ресифський.

## Біографія
Народився в Бразилії. 1980-их належав до групи людей, що шукають справжньої релігійної традиції. Пошуки привели його до Православної Церкви Португалії, що має спадкоємство від грецьких старостильників. Оскільки на той момент в Бразилії не мали широкого поширення Помісні православні церкви, вирішено було створити Бразильську православну місію, для якої в День Святої Трійці 1986 декілька португальців висвячені у священний сан. В їх числі був і Філіпе, висвячений на іподиякона.
У лютому 1987 висвячений на священика предстоятелем Православної Церкви Португалії митрополитом Гавриїлом де Роша.
1990 - разом із духовенством Православної Церкви Португалії прийнятий в сущому сані до Православної церкви Польщі.
1991 - на засіданні Священного Синоду Православної церкви Польщі, що проходив в Грабарківському монастирі під час святкування Преображення Господнього, обраний єпископом, духовним провідником у Бразилії.
Наприкінці 1991, будучи у сані архімандрита, прибув до Польщі у складі делегації Португальської Церкви.
15 грудня 1991 в кафедральному соборі Марії Магдалини у Варшаві, в присутності єпископа Лодзинського Симона Романчука здійснена його єпископська хіротонія.
У другій половині 1992 в Бразилії заснована окрема Ріо-де-Жанейрська і Олінда-Ресифська єпархія, правлячим архієреєм якої обраний єпископ Хризостом. На 2000 мав сан архієпископа.
2001 - більшість архієреїв і парафій Португальської Церкви вийшли зі складу Православної церкви Польщі через зв'язки з російськими спецслужбами та визнали духовну зверхність УПЦ в Америці. Лише архієпископ Хризостом і його вікарій Амвросій де Альмейда Кубас, а також частина їхньої пастви залишилися у складі Православної церкви Польщі.
Архієпископ Хризостом і єпископ Амвросій не були запрошені на перше засідання I Асамблеї канонічних єпископів Південної Америки, що відбулася у квітні 2010. Причина - позиція Мексиканської митрополії Константинопольського Патріарахату, який організував цю зустріч - її очільники не мали достовірних відомостей про канонічність Польської юрисдикцію в регіоні.
2-4 листопада 2011 в Буенос-Айресі таки взяв участь у Другій Асамблеї канонічних єпископів Південної Америки, на якій архієпископ Хризостом призначений головою комісії з питань перекладу літургії.
9 листопада 2011 - владика Хризостом зустрівся з російським митрополитом Платоном Удовенком, на якій останній оспроював канонічність свячень бразильського єпископа. Але невдовзі сам Удовенко переїхав до України, де ухилився  в Ґундяївський Розкол - припинив поминати Вселенського патріарха. 